# Chantiers Claparède
Pour les articles homonymes, voir Claparède.
Vous pouvez aider à l'améliorer ou bien discuter des problèmes sur sa page de discussion.
- Il ne cite pas suffisamment ses sources. Vous pouvez indiquer les passages à sourcer avec {{référence nécessaire}} ou {{Référence souhaitée}}, et inclure les références utiles en les liant aux notes de bas de page. (Marqué depuis avril 2022)
- Son texte doit être wikifié : il ne correspond pas à la mise en forme Wikipédia (style, typographie, liens internes, liens entre les wikis, etc.). (Marqué depuis avril 2022)
- Il n'a pas de sujet précis, ce que le premier principe fondateur de Wikipédia exige. (Marqué depuis avril 2022)

- Archive Wikiwix
- Bing
- Cairn
- DuckDuckGo
- E. Universalis
- Gallica
- Google
- G. Books
- G. News
- G. Scholar
- Persée
- Qwant
- (zh) Baidu
- (ru) Yandex
- (wd) trouver des œuvres sur Wikidata

Le chantier naval Claparède et Cie est un ancien chantier naval situé au Petit-Quevilly en Seine-Maritime.

## Histoire
L'ingénieur fondateur François Clément Henri Claparède est connu au travers de son fils Frédéric né en 1893 à Argenteuil, mort au champ d'honneur en 1918, chevalier de la Légion d'honneur.
Le siège historique de Claparède est à Saint-Denis depuis 1862. Son activité est centrée sur la mécanique. La société dispose en parallèle d'un chantier naval à Argenteuil. L'antenne normande ouvre brièvement ses portes selon l'arrêté préfectoral d'autorisation daté de janvier 1882.
Le chantier du Petit-Quevilly est ouvert pour fabriquer des navires en fer de cent mètres de long et de plus de trois mille tonnes. Il est équipé de chaudières à vapeur, de forges, de marteaux-pilons, de laminoirs, de scieries, et possédait quatre cales de construction.
En 1885, le chantier est chargé de la construction d'équipements pour le port de Rouen : quatre hangars couverts, deux accumulateurs hydrauliques et plusieurs grues hydrauliques, le tout pour un coût de 140 000 francs.
Les chantiers Claparède ferment en 1888 à la suite de difficultés économiques. La société des ateliers et chantiers de la Loire rachète les équipements qui sont transférés à Saint-Nazaire.

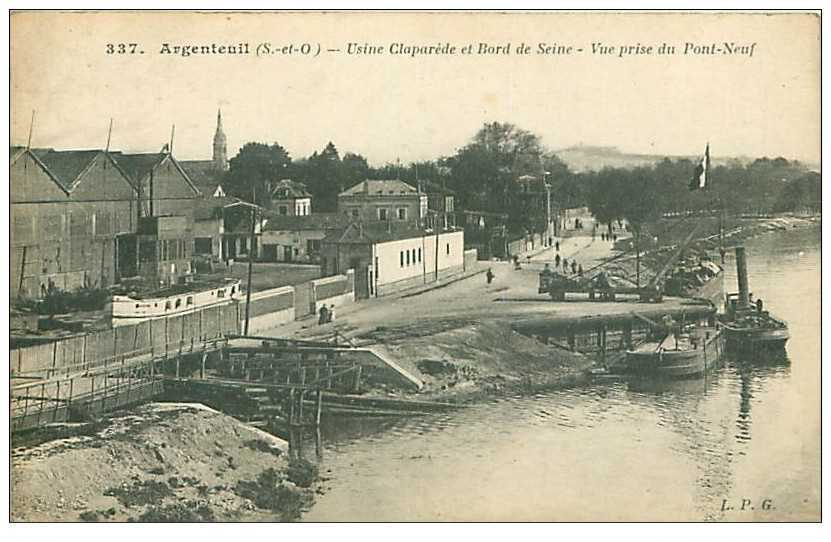
Site d'Argenteuil.

## Quelques dates de lancement
Seize navires ont été lancés :
- 29 août 1882 : lancement du premier cargo : le Druenta, long de 75 mètres et jaugeant 1 600 tonnes.
- 7 avril 1883 : Le Héron, long de 57 mètres[5].
- 1883 : Falabah, aviso.
- 1883 : Goéland, aviso.
- 20 août 1883 : lancement du Neustria, cargo au long cours long de 105 mètres et jaugeant 3 000 tonnes[6].
- 10 juillet 1884 : Bocagnano, paquebot long de 68 mètres[7].
- 6 octobre 1884 : Ville-de-Bastia, paquebot long de 66 mètres[8].
- 1885 : Sainte-Barbe, torpilleur-aviso
- 1886 : Salve, torpilleur-aviso
- Courbet, porteur à roues.
- Edmond-Fontaine, torpilleur garde-côtes.
- Gia Bac, citerne à vapeur.
- Dehorter, torpilleur garde-côtes.
- 1886 : Boüet-Villaumez, torpilleur garde-côtes.
- ponton-grue à vapeur.
- Gia, citerne à vapeur.